# Ferdinandeo

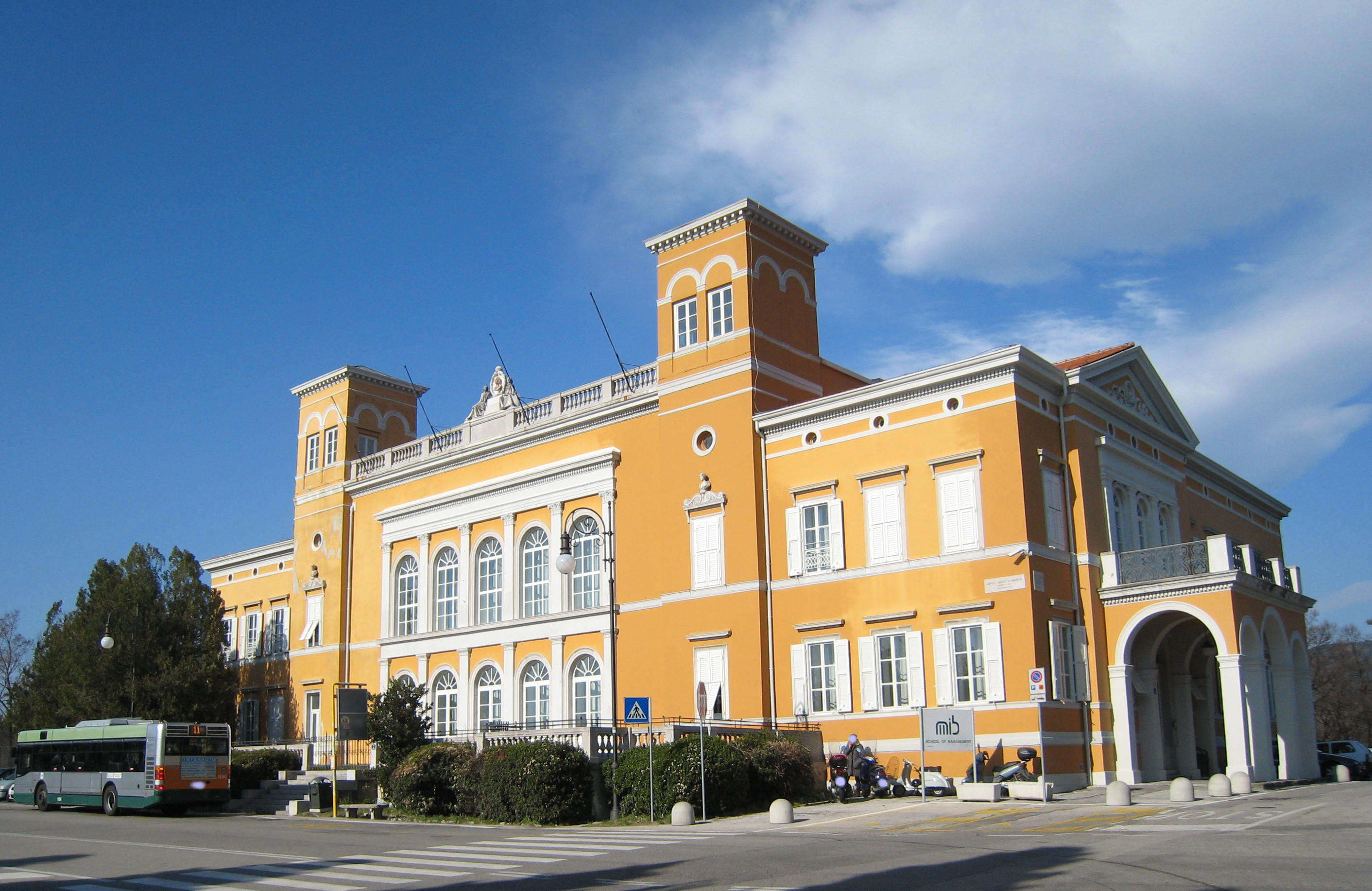
Ferdinandeo in Triest

Das Ferdinandeo (dt.: Ferdinandeum) ist ein Palast aus dem 19. Jahrhundert in Triest in der italienischen Region Friaul-Julisch Venetien. Das Gebäude liegt auf dem Gipfel des Colle di Chiadino; die Hauptfassade zeigt zur Via Carlo de Marchesetti, der Seiteneingang führt auf den Largo Caduti di Nasiriya hinaus. In dem Palast ist heute die MIB Trieste School of Management untergebracht.

## Geschichte
Das monumentale Gebäude, das in den Jahren 1856 bis 1858 zu Ehren des österreichischen Kaisers und Königs von Ungarn, Ferdinand I. errichtet wurde, plante der Berliner Architekt Friedrich Hitzig (1811–1881). Der Souverän hatte der Stadt Triest 1844 den Bosco di Farneto (heute ein Stadtpark namens Boschetto – dt.: Wäldchen) geschenkt, an dessen Rand der Palast steht.
In der Mitte der Balustrade im oberen Teil des Gebäudes findet sich eine Gruppe von Skulpturen, die Justizia und Gloria darstellen; in der Mitte befindet sich eine Büste von Kaiser Ferdinand I. und darunter die Inschrift „RECTA TUERI“.
In dem Palast war anfangs einige Jahrzehnte lang das Hotel Ferdinandeo untergebracht. Später wurde der Palast für unterschiedliche Zwecke genutzt. Mit Erlaubnis der Stadt Triest, dem Eigentümer des Ferdinandeo, dient der Palast seit 1999 als Sitz der MIB Trieste School of Management.